# Marcin Grochowina
Marcin Grochowina (ur. 15 marca 1970 w Czeladzi) – polski muzyk, pianista, kompozytor, aranżer.

## Życiorys
Naukę gry na fortepianie rozpoczął w 6. roku życia. Po ukończeniu Liceum Muzycznego w Katowicach podjął studia pianistyczne w Państwowej Wyższej Szkole Muzycznej we Fryburgu Bryzgowijskim (Niemcy), którą ukończył w 1994 roku. Umiejętności pianistyczne pogłębiał podczas studiów podyplomowych u prof. Andreasa Immera oraz podczas kursów pianistycznych. W 1994 roku otrzymał zlecenie na prowadzenie zajęć ze studentami. Przez 12 kolejnych lat był wykładowcą na uczelni we Fryburgu. Od 2009 roku prowadzi klasę fortepianu w Konserwatorium w Bernie. W 2005 i 2006 poprowadził pianistyczne kursy mistrzowskie w Chinach m.in. w Konserwatorium Shenyang.
Koncertował między innymi w krajach takich jak : Niemcy, Szwajcaria, Belgia, Hiszpania, Portugalia, Francja, Włochy, USA, Kanada oraz Chiny. Oprócz jego działalności pianistycznej i pedagogicznej zajmuje się również muzyką improwizowaną oraz teatrem muzycznym. Jest autorem ścieżek dźwiękowych do słuchowisk radiowych oraz filmu. Program z utworami George'a Gershwina „Stairway to Paradise“ grany był w licznych teatrach w całych Niemczech.
Był związany z awangardową grupą jazzową „Whisper Hot“, z którą występował m.in. na Festiwalu Bachowskim 2000 w Lipsku oraz we wspólnym projekcie z orkiestrą barokową FBO.
W 1999 na zaproszenie Yehudi Menuhina wziął udział w koncercie „Menuhin for muse“. Brał także udział w programach cross-over: „Beethoven i improwizacje“, „Kompozytorzy i jazz“, „Kompozycja-Inspiracja-Improwizacja“, oraz „Miles to Mozart“.
W 2006 oraz 2008 roku wystąpił na festiwalu muzycznym im. Yehudi Menuhina w Gstaad w Szwajcarii w Wielkim Finale „Tout le monde du Violon“.
Jest autorem projektu muzycznego „Marcin Grochowina Trio“, który prezentuje oryginalne kompozycje pianisty powstałe na bazie doświadczeń z zakresu muzyki poważnej, jazzu i folkloru. 
Pianista jest laureatem nagrody międzynarodowego festiwalu muzycznego ZMF2009 we Freiburgu przyznawanej za szczególne osiągnięcia artystyczne.
Występował między innymi z takimi artystami jak Ewa Bem, Magdalena Rezler-Niesiołowska, Michał Urbaniak, Nigel Kennedy, Adam Taubitz, Felix Borel, Volker Biesenbender, Titi Winterstein, Barbara Thompson, Wolfgang Fernow, Matthias Stich, Michael Küttner, Paulo Cardoso, Judy Roberts, Fabien Ruiz.

## Dyskografia
- 'Das Oma Projekt' (2000) muzyka do słuchowiska radiowego